# 갑진북정록
갑진북정록(甲辰北征錄)은 대전광역시 유성구 상대동, 대전시립박물관에 있는 조선시대의 책이다. 1997년 1월 9일 대전광역시의 문화재자료 제40호로 지정되었다.

## 개요
조선 숙종 때 영의정을 지낸 문곡 김수항(1629∼1689)이 지은 글을, 숙종 41년(1715)에 그의 맏아들인 김창집(1648∼1722)이 편찬한 시첩이다.
김수항은 효종 2년(1651) 문과에 장원으로 급제하여 성균관전적, 병조좌랑, 형조참의 등의 벼슬을 지냈다. 1662년에는 임금의 특명으로 예조판서가 되었고, 그후 육조의 판서를 두루 거쳐 나이 44세에 우의정과 좌의정을 지냈다. 그후 영의정이 되어서는 남인의 죄를 물었으나 기사환국으로 남인이 다시 권력을 잡자 그들의 모함으로 인해 사약을 받고 죽었다. 한때 사림의 종주로 추대되기도 했던 김수항은 시문에 뛰어나 당대 변려문의 제일인자로 손꼽혔으며, 전서, 해서, 초서체에 모두 능한 인물이었다. 전국의 여러 서원에서 그를 모시고 제사를 지냈으며, 시호는 ‘문충’이다.
김창집은 숙종 때의 문신이며, 시호는 ‘충헌’이다.
이 책의 내용은『문곡집』에 수록되어 있으나 1/3가량은 빠져 있다. 그것은 이 책이『문곡집』을 간행한 후에 발견되었기 때문이다.
여기에는 김수항이 현종 5년(1664) 윤 7월부터 10월 사이에 함경도 지방을 여행하면서 지은 한시 76수가 수록되었다. 책의 크기는 가로 32.8cm, 세로 38.2cm이며, 1책 50장 100면으로 이루어져 있다.

## 같이 보기
- 김수항
- 김창집

## 참고 자료
- 갑진북정록 - 국가유산청 국가유산포털